# Crumble

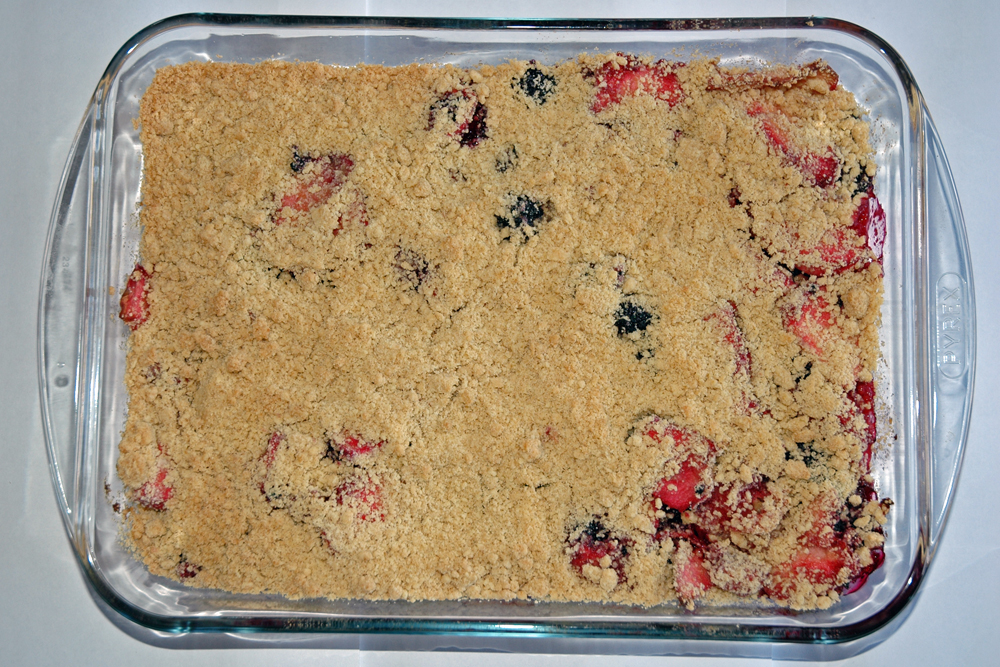
Crumble recién sacado del horno.

El crumble es un pastel con frutas. Se elabora con diversas frutas que se recubren con una masa de harina, manteca (generalmente mantequilla) y azúcar. Todo ello se introduce en el horno. Se suele servir como postre caliente acompañado de natillas, nata, helado o compotas de diferentes frutas. 

## Historia
El crumble nació debido al racionamiento de alimentos existente en Gran Bretaña durante la Segunda Guerra Mundial.

## Características
Las frutas más frecuentemente empleadas en la elaboración de esta tarta son: uvas crispa, ruibarbo, manzanas, moras, peras, cerezas, etcétera. Se prefiere aquellas frutas que proporcionan a la pasta un sabor ligeramente ácido. La masa se puede hacer con harina y mantequilla, aunque hay recetas que emplean galletas rotas.